# Chaszczak brązowy
Chaszczak brązowy (Nesillas brevicaudata) – gatunek małego ptaka z rodziny trzciniaków (Acrocephalidae). Występuje endemicznie na wyspie Wielki Komor (Komory).
Systematyka
Gatunek monotypowy. Przez niektórych autorów był uznawany za podgatunek chaszczaka madagaskarskiego (N. typica), ale różni się od niego wokalizacją.
Morfologia
Długość ciała wynosi około 15–16 cm, masa ciała 14–19 g.
Ekologia i zachowanie
Środowiskiem życia gatunku są środkowe piętra lasów wiecznie zielonych, przecinki leśne i niższe partie roślin na wrzosowiskach z roślinami z rodzaju Philippia (wrzosowate). Chaszczaki brązowe żywią się bezkręgowcami, takimi jak chrząszcze, pluskwiaki, muchówki i prostoskrzydłe. Gniazdują w sierpniu i wrześniu. Gniazdo umieszczone jest tuż nad ziemią, poza tym brak danych o rozrodzie.
Status
IUCN uznaje chaszczaka brązowego za gatunek najmniejszej troski (LC, Least Concern) nieprzerwanie od 1988 roku. Liczebność populacji nie została oszacowana, ale ptak ten opisywany jest jako pospolity. Trend liczebności populacji uznawany jest za stabilny.